# Grand Prix Stanów Zjednoczonych – Zachód 1983
Grand Prix Stanów Zjednoczonych – Zachód 1983 – druga runda Mistrzostw Świata Formuły 1 w sezonie 1983, która odbyła się 27 marca 1983, po raz ósmy na torze Long Beach Street Circuit.
Było to 9. Grand Prix Stanów Zjednoczonych – Zachód i jednocześnie 8. zaliczane do Mistrzostw Świata Formuły 1.

## Wyniki

### Wyścig
| Poz | Nr | Kierowca           | Konstruktor   | Okrążenia | Czas/Powód n.u.        | Poz. start. | Punkty |
| --- | -- | ------------------ | ------------- | --------- | ---------------------- | ----------- | ------ |
| 1   | 7  | John Watson        | McLaren-Ford  | 75        | 1:53:34.889            | 22          | 9      |
| 2   | 8  | Niki Lauda         | McLaren-Ford  | 75        | + 27.993               | 23          | 6      |
| 3   | 28 | René Arnoux        | Ferrari       | 75        | + 1:13.638             | 2           | 4      |
| 4   | 2  | Jacques Laffite    | Williams-Ford | 74        | + 1 okrążenie          | 4           | 3      |
| 5   | 29 | Marc Surer         | Arrows-Ford   | 74        | + 1 okrążenie          | 16          | 2      |
| 6   | 34 | Johnny Cecotto     | Theodore-Ford | 74        | + 1 okrążenie          | 17          | 1      |
| 7   | 26 | Raúl Boesel        | Ligier-Ford   | 73        | + 2 okrążenia          | 26          |        |
| 8   | 4  | Danny Sullivan     | Tyrrell-Ford  | 73        | + 2 okrążenia          | 9           |        |
| 9   | 3  | Michele Alboreto   | Tyrrell-Ford  | 73        | + 2 okrążenia          | 7           |        |
| 10  | 6  | Riccardo Patrese   | Brabham-BMW   | 72        | Dystrybutor            | 11          |        |
| 11  | 15 | Alain Prost        | Renault       | 72        | + 3 okrążenia          | 8           |        |
| 12  | 12 | Nigel Mansell      | Lotus-Ford    | 72        | + 3 okrążenia          | 13          |        |
| 13  | 16 | Eddie Cheever      | Renault       | 67        | Skrz. biegów           | 15          |        |
| NU  | 30 | Alan Jones         | Arrows-Ford   | 58        | Probl. zdrow. kierowcy | 12          |        |
| NU  | 5  | Nelson Piquet      | Brabham-BMW   | 51        | Przepustnica           | 20          |        |
| NU  | 22 | Andrea de Cesaris  | Alfa Romeo    | 48        | Skrz. biegów           | 19          |        |
| NU  | 11 | Elio de Angelis    | Lotus-Renault | 29        | Obsługa                | 5           |        |
| NU  | 33 | Roberto Guerrero   | Theodore-Ford | 27        | Skrz. biegów           | 18          |        |
| NU  | 25 | Jean-Pierre Jarier | Ligier-Ford   | 26        | Kolizja                | 10          |        |
| NU  | 36 | Bruno Giacomelli   | Toleman-Hart  | 26        | Bateria                | 14          |        |
| NU  | 23 | Mauro Baldi        | Alfa Romeo    | 26        | Wypadł z toru          | 21          |        |
| NU  | 27 | Patrick Tambay     | Ferrari       | 25        | Kolizja                | 1           |        |
| NU  | 1  | Keke Rosberg       | Williams-Ford | 25        | Kolizja                | 3           |        |
| NU  | 17 | Eliseo Salazar     | RAM-Ford      | 25        | Skrz. biegów           | 25          |        |
| NU  | 35 | Derek Warwick      | Toleman-Hart  | 11        | Wypadł z toru          | 6           |        |
| NU  | 9  | Manfred Winkelhock | ATS-BMW       | 3         | Wypadł z toru          | 24          |        |
| NZ  | 31 | Corrado Fabi       | Osella-Ford   |           |                        |             |        |
| NZ  | 32 | Piercarlo Ghinzani | Osella-Ford   |           |                        |             |        |